# Zweden op het Eurovisiesongfestival 2021
Zweden nam deel aan het Eurovisiesongfestival 2021, in Rotterdam, Nederland. Het was de 60ste deelname van het land aan het Eurovisiesongfestival. SVT was verantwoordelijk voor de Zweedse bijdrage voor de editie van 2021.

## Selectieprocedure

### Format
De Zweedse bijdrage voor het Eurovisiesongfestival 2021 werd naar jaarlijkse traditie gekozen via het Melodifestivalen. Enkel de eerste Zweedse bijdrage voor het festival, in 1958, werd niet via de liedjeswedstrijd verkozen. Sveriges Television wijzigde het format niet in vergelijking met het jaar voordien. 28 nummers werden vertolkt in vier halve finales. Het publiek kon stemmen via televoting of via de app van Melodifestivalen. De stemmers die gebruikmaakten van de app waren verdeeld in zeven leeftijdscategorieën, die elk 1, 2, 4, 6, 8, 10 en 12 punten uitdeelden op basis van het aantal stemmen. De stemmen die binnenkwamen bij de televoting telden mee als de achtste stemgroep. Er vonden telkens twee stemrondes plaats. Na een eerste stemronde gingen de vijf artiesten met de meeste punten door naar de tweede stemronde, zonder daarbij hun stemmen uit die ronde te verliezen. Na de tweede stemronde plaatsten de nummers 1 en 2 zich voor de finale; de nummers 3 en 4 gingen naar de tweedekansronde, en de nummer 5 was - net als de nummers 6 en 7 die eerder afvielen - uitgeschakeld.
In de tweedekansronde namen de acht kandidaten het tegen elkaar op in duels. Elke stemgroep had hier één punt te verdelen en de kandidaat met de meeste punten ging ook naar de finale. In de finale werden acht internationale vakjury's geïntroduceerd, die 50% van de stemmen bepaalden. De rest werd bepaald door het publiek. De puntentelling in de finale was anders dan in de halve finales: elke stemgroep gaf hier punten aan de top tien op de traditionele Eurovisiemanier (1, 2, 3, 4, 5, 6, 7, 8, 10 en 12 punten).
Geïnteresseerden kregen van 24 augustus tot 16 september 2020 de tijd om een nummer in te zenden. Sveriges Television ontving in totaal 2.747, oftewel 202 meer dan een jaar eerder. Veertien artiesten werden uit deze open selectieprocedure geselecteerd, aangevuld met dertien artiesten die op uitnodiging deelnamen, en de winnaar van P4 Nästa, zijnde Julia Alfrida.

### Presentatoren en locaties
Op 4 januari 2021 werden de namen van de presentatoren vrijgegeven. Christer Björkman, oud-deelnemer en hoofd van de Zweedse delegatie op het Eurovisiesongfestival werd aangekondigd als presentator voor alle zes shows. Voor elke show werd hij bijgestaan door een co-presentator waaronder enkele bekende namen als Lena Philipsson, Pernilla Wahlgren en Måns Zelmerlöw. Normaliter vinden de shows plaats in verschillende grote arena's in Zweden. Dit jaar werd door de COVID-19-pandemie één locatie uitgekozen namelijk de Annexet, een middelgrote arena in de Zweedse hoofdstad Stockholm.

## Melodifestivalen 2021

### Eerste halve finale
6 februari 2021
| Plaats | Artiest           | Lied                    | Punten |
| ------ | ----------------- | ----------------------- | ------ |
| 1      | Danny Saucedo     | Dandi dansa             | 78     |
| 2      | Arvingarna        | Tänker inte alls gå hem | 72     |
| 3      | Paul Rey          | The missing piece       | 68     |
| 4      | Lillasyster       | Pretender               | 48     |
| 5      | Jessica Andersson | Horizon                 | 38     |
| 6      | Kadiatou          | One touch               | 29     |
| 7      | Nathalie Brydolf  | Fingerprints            | 11     |

### Tweede halve finale
13 februari 2021
| Plaats | Artiest                | Lied                | Punten |
| ------ | ---------------------- | ------------------- | ------ |
| 1      | Dotter                 | Little tot          | 92     |
| 2      | Anton Ewald            | New religion        | 68     |
| 3      | Eva Rydberg & Ewa Roos | Rena rama ding dong | 52     |
| 4      | Frida Green            | The silence         | 47     |
| 5      | Patrik Jean            | Tears run dry       | 44     |
| 6      | WAHL feat. SAMI        | 90-talet            | 30     |
| 7      | Julia Alfrida          | Rich                | 11     |

### Derde halve finale
20 februari 2021
| Plaats | Artiest            | Lied                   | Punten |
| ------ | ------------------ | ---------------------- | ------ |
| 1      | Tusse              | Voices                 | 94     |
| 2      | Charlotte Perrelli | Still young            | 62     |
| 3      | Alvaro Estrella    | Bailá bailá            | 60     |
| 4      | Klara Hammarström  | Beats of broken hearts | 58     |
| 5      | Emil Assergård     | Om allting skiter sig  | 34     |
| 6      | Mustasch           | Contagious             | 18     |
| 7      | Elisa              | Den du är              | 18     |

### Vierde halve finale
27 februari 2021
| Plaats | Artiest            | Lied                       | Punten |
| ------ | ------------------ | -------------------------- | ------ |
| 1      | The Mamas          | In the middle              | 94     |
| 2      | Eric Saade         | Every minute               | 72     |
| 3      | Efraim Leo         | Best of me                 | 52     |
| 4      | Clara Klingenström | Behöver inte dig idag      | 51     |
| 5      | Tess Merkel        | Good life                  | 40     |
| 6      | Lovad              | Allting är precis likadant | 21     |
| 7      | Sannex             | All inclusive              | 14     |

### Tweedekansronde
6 maart 2021
| Duel | Artiest                | Lied                  | Punten |
| ---- | ---------------------- | --------------------- | ------ |
| 1    | Alvaro Estrella        | Bailá bailá           | 7      |
| 1    | Lillasyster            | Pretender             | 1      |
|      |                        |                       |        |
| 2    | Frida Green            | The silence           | 1      |
| 2    | Paul Rey               | The missing piece     | 7      |
|      |                        |                       |        |
| 3    | Eva Rydberg & Ewa Roos | Rena rama ding dong   | 3      |
| 3    | Clara Klingenström     | Behöver inte dig idag | 5      |
|      |                        |                       |        |
| 4    | Klara Hammarström      | Beat of broken hearts | 8      |
| 4    | Efraim Leo             | Best of me            | 0      |

### Finale
13 maart 2021
| Plaats | Artiest            | Lied                    | Jury | Publiek | Totaal |
| ------ | ------------------ | ----------------------- | ---- | ------- | ------ |
| 1      | Tusse              | Voices                  | 79   | 96      | 175    |
| 2      | Eric Saade         | Every minute            | 69   | 49      | 118    |
| 3      | The Mamas          | In the middle           | 50   | 56      | 106    |
| 4      | Dotter             | Little tot              | 57   | 48      | 105    |
| 5      | Clara Klingenström | Behöver inte dig idag   | 39   | 52      | 91     |
| 6      | Klara Hammarström  | Beat of broken hearts   | 43   | 36      | 79     |
| 7      | Danny Saucedo      | Dandi dansa             | 39   | 35      | 74     |
| 8      | Charlotte Perrelli | Still young             | 32   | 28      | 60     |
| 9      | Arvingarna         | Tänker inte alls gå hem | 22   | 22      | 44     |
| 10     | Alvaro Estrella    | Bailá bailá             | 7    | 19      | 26     |
| 11     | Anton Ewald        | New religion            | 9    | 16      | 25     |
| 12     | Paul Rey           | The missing piece       | 18   | 7       | 25     |

## In Rotterdam
Zweden trad aan in de eerste halve finale, op dinsdag 18 mei 2021. Tusse was als vierde van zestien acts aan de beurt, net na Manizja uit Rusland en gevolgd door Montaigne uit Australië. Zweden eindigde uiteindelijk op de zevende plek met 142 punten en wist zich zo verzekerd van een plek in de finale.
In de finale was Tusse als 25ste van 26 acts aan de beurt, net na Måneskin uit Italië en gevolgd door Senhit feat. Flo Rida uit San Marino. Zweden eindigde uiteindelijk op de 14de plaats, met 109 punten.